# SønderjyskE Ishockey
SønderjyskE Ishockey er ishockeyafdelingen i Sønderjysk Elitesport, som samtidig fungerer som den professionelle eliteoverbygning på amatørklubben Vojens Ishockey Klub. Før indlemmelsen i Sønderjysk Elitesport i 2004 havde Vojens IK's førstehold spillet under navnene IK Sønderjylland (2003-04) og Vojens Lions (1997-2003).
Holdet spiller sine hjemmekampe i Sydjysk Sparekasse Arena, der har plads til 5.000 tilskuere (fordelt på 2.000 siddepladser og 3.000 ståpladser), i den sønderjyske by Vojens. Arenaen blev åbnet i januar 2011 og afløste den ca. 40 år gamle Vojens Skøjtehal, der var kendt under kælenavnet "Blikskuret" pga. sin konstruktion.
Holdet har pr. 2015 vundet danmarksmesterskabet seks gange. I 2006 vandt man efter en finalesejr på 4-2 i kampe over AaB Ishockey, og igen i 2009 efter en finalesejr over Herning Blue Fox, ligeledes på 4-2. I 2010 vandt man suverænt mesterskabet ved at vinde 12 kampe på stribe i slutspillet. DM-titlen kom i hus på udebane i Gigantium i Aalborg, hvor over 1.000 SønderjyskE-fans var mødt op. Det fjerde mesterskab kom i hus i 2013 efter en dramatisk finaleserie, hvor SønderjyskE vandt kamp 7 på udebane i med 1-0 i overtid efter 76:06 minutter. I 2014 gentog man triumfen ved igen at vinde mesterskabet i kamp 7 - denne gang på hjemmebanen SE Arena med en 4-2 sejr over Blue Fox Herning. I 2015 blev SønderjyskE Ishockey det første hold i 49 år, der opnående at vinde tre DM-titler i træk, da holdet vandt DM-guld ved at besejre Esbjerg Energy med 4-1 i kampe. Inden tiden i SønderjyskE-regi havde moderklubben Vojens Ishockey Klub vundet mesterskabet tre gange i slutningen af 1970'erne og begyndelsen af 1980'erne.
I 2010 vandt klubben sin første pokaltitel ved at vinde finalen på hjemmebane over Rungsted Cobras med 7-2 trods tre underkendte mål af video-dommeren. Klubben har yderligere to gange vundet pokalturneringen, i 2011 og 2013. I januar 2011 skrev klubben historie ved at vinde den første europæiske medalje til en dansk ishockeyklub, da det blev til bronzemedaljer ved Continental Cup-finalen i Minsk, Hviderusland. SønderjyskE blev i 2014 den første danske klub, som deltog i Champions Hockey League.
SønderjyskE Ishockey støttes blandt andet af SønderjyskE Ishockey Support (SIS), der i flere år har været landets største ishockey-supporterklub.

## Udvalgte resultater

### Nationale turneringer
DM i ishockey
- Guld (6): 2006, 2009, 2010, 2013, 2014,2015 og 2024
- Sølv (1): 2019.
- Bronze (4): 2007, 2008, 2011 og 2012.

Inden tiden i SønderjyskE-regi havde moderklubben Vojens Ishockey Klub vundet mesterskabet tre gange i slutningen af 1970'erne og begyndelsen af 1980'erne.
Pokalturneringen
- 3 × Pokalvinder: 2010, 2011, 2013 og 2020-2
- 2 × Pokalfinalist: 2014 og 2015.

### Internationale turneringer
IIHF Continental Cup
- 1 x Guld: 2020.
- 1 × Bronze: 2011.

## Sæsoner
| Sæson   | Division       | Niveau | Fase         | Plac. | K  | V  | VO | TO | T  | Mål     | Point | Slutspil                                 | Kommentar           |
| ------- | -------------- | ------ | ------------ | ----- | -- | -- | -- | -- | -- | ------- | ----- | ---------------------------------------- | ------------------- |
| 2004-05 | Oddset Ligaen  | 1      | Grundspil    | 8/9   | 36 | 13 | 0  | 5  | 18 | 100-131 | 44    | Kvartfinalist (AaB 0-4)                  |                     |
| 2005-06 | Oddset Ligaen  | 1      | Grundspil    | 3/9   | 36 | 19 | 5  | 1  | 11 | 113-90  | 68    | Vinder (AaB 4-2)                         | DM-guld (1. gang)   |
| 2006-07 | Oddset Ligaen  | 1      | Grundspil    | 4/9   | 36 | 16 | 5  | 0  | 15 | 125-113 | 58    | Bronzevinder (EfB 2-0)                   | DM-bronze (1. gang) |
| 2007-08 | AL-Bank Ligaen | 1      | Grundspil    | 4/10  | 45 | 26 | 3  | 3  | 13 | 191-126 | 88    | Bronzevinder (Odense 8-5 (mål))          | DM-bronze (2. gang) |
| 2008-09 | AL-Bank Ligaen | 1      | Grundspil    | 4/10  | 36 | 18 | 4  | 1  | 13 | 122-95  | 63    | Vinder (Herning 4-2)                     | DM-guld (2. gang)   |
| 2008-09 | AL-Bank Ligaen | 1      | Mellemspil A | 4/5   | 8  | 3  | 1  | 0  | 4  | 25-22   | 43    | Vinder (Herning 4-2)                     | DM-guld (2. gang)   |
| 2009-10 | AL-Bank Ligaen | 1      | Grundspil    | 1/9   | 36 | 26 | 3  | 4  | 3  | 139-57  | 88    | Vinder (AaB 4-0)                         | DM-guld (3. gang)   |
| 2010-11 | AL-Bank Ligaen | 1      | Grundspil    | 1/8   | 39 | 28 | 3  | 3  | 5  | 142-59  | 93    | Bronzevinder (Rødovre 4-2 (mål))         | DM-bronze (3. gang) |
| 2010-11 | AL-Bank Ligaen | 1      | Mellemspil A | 1/3   | 4  | 3  | 0  | 0  | 1  | 12-10   | 12    | Bronzevinder (Rødovre 4-2 (mål))         | DM-bronze (3. gang) |
| 2011-12 | AL-Bank Ligaen | 1      | Grundspil    | 1/9   | 40 | 28 | 3  | 2  | 7  | 147-73  | 92    | Bronzevinder (AaB 6-0 (mål))             | DM-bronze (4. gang) |
| 2012-13 | AL-Bank Ligaen | 1      | Grundspil    | 4/9   | 40 | 22 | 3  | 2  | 13 | 138-79  | 74    | Vinder (Fr.havn 4-3)                     | DM-guld (4. gang)   |
| 2013-14 | Metal Ligaen   | 1      | Grundspil    | 1/9   | 40 | 28 | 3  | 1  | 8  | 159-85  | 91    | Vinder (Herning 4-3)                     | DM-guld (5. gang)   |
| 2014-15 | Metal Ligaen   | 1      | Grundspil    | 2/10  | 36 | 21 | 2  | 5  | 8  | 133-90  | 72    | Vinder (Esbjerg 4-1)                     | DM-guld (6. gang)   |
| 2015-16 | Metal Ligaen   | 1      | Grundspil    | 1/10  | 45 | 25 | 7  | 4  | 9  | 147-89  | 93    | Tabt bronzekamp (Fr.havn 4-5 (mål))      |                     |
| 2016-17 | Metal Ligaen   | 1      | Grundspil    | 5/10  | 45 | 20 | 5  | 5  | 15 | 130-117 | 75    | Kvartfinalist (Esbjerg 2-4)              |                     |
| 2017-18 | Metal Ligaen   | 1      | Grundspil    | 9/11  | 50 | 18 | 4  | 7  | 21 | 134-143 | 69    | Kvartfinalist (Esbjerg 1-4)              |                     |
| 2018-19 | Metal Ligaen   | 1      | Grundspil    | 2/9   | 40 | 20 | 8  | 4  | 8  | 127-86  | 80    | Finalist (Rungsted 0-4)                  | DM-sølv (1. gang)   |
| 2019-20 | Metal Ligaen   | 1      | Grundspil    | 3/9   | 48 | 24 | 14 | 2  | 8  | 149-118 | 84    | Aflyst pga. COVID-19-pandemien           |                     |
| 2020-21 | Metal Ligaen   | 1      | Grundspil    | 4/9   | 48 | 21 | 4  | 4  | 19 | 155-142 | 75    | Aflyst bronzekamp pga COVID-19-pandemien |                     |

## Trænere
Vojens Ishockey Klubs måltyv fra sæsonerne 1994-98, italiensk-canadiske Mario Simioni, vendte tilbage klubben i december 2004 kort efter Stefan Nymans afgang og blev den første canadiske cheftræner i Vojens IK i næsten 20 år. Simioni skulle vise sig at være det helt rigtige match for SønderjyskE Ishockey, som i hans knap ni sæsoner i spidsen for klubben i perioden 2004-13 fik sin mest succesrige tid med fire mesterskaber, fire gange DM-bronzemedaljer og tre pokaltitler.
Simioni blev efterfulgt af Dan Ceman på trænerposten. Ceman havde tidligere spillet fire sæsoner for SønderjyskE Ishockey i tidsrummet 2006-10 og havde været assistent for Mario Simioni i hans sidste sæson som cheftræner, og det var således en mand, der kendte klubben indefra, som i 2013 overtog styringen i boksen. Han indledte sin cheftrænerkarriere med at vinde to mesterskaber i sæsonerne 2013-14 og 2014-15, hvilket bl.a. betød, at SønderjyskE blev den første klub til at vinde tre danmarksmesterskaber i træk i et halvt århundrede, idet KSF var den eneste klub, der tidligere havde udført samme bedrift (i sæsonerne 1963-64, 1964-65 og 1965-66).
Sæsonen 2017-18 startede frustrerende for klubben. Et utal af spillerskader i starten af sæsonen betød, at resultaterne udeblev, og da holdet fortsat var placeret i den tunge ende af tabellen som nr. 9 i begyndelsen af februar, så ledelsen ingen anden udvej end at fyre Dan Ceman. Han blev afløst af sin assistent Christopher Straube, der i resten af sæsonen fik hjælp af sportschef Kim Lykkeskov som assistent.
Inden sæsonen 2018-19 er Mario Simioni vendt tilbage til klubben, hvor han nu er blevet cheftræner igen og har Søren "Tiffi" Nielsen som assistentttræner.
| Periode   | Træner              | Kampe | Vundne | Uafgj. | Tabte |
| --------- | ------------------- | ----- | ------ | ------ | ----- |
| 2003-04   | Stefan Nyman        | 68    | 23     | 0      | 45    |
| 2004-13   | Mario Simioni       | 492   | 325    | 8      | 159   |
| 2013-18   | Dan Ceman           |       |        |        |       |
| 2018-18   | Christopher Straube |       |        |        |       |
| 2018-2023 | Mario Simioni       |       |        |        |       |
| 2023-     | Anders Førster      |       |        |        |       |